# NGC 3535
NGC 3535 ist eine Spiralgalaxie vom Hubble-Typ Sa im Sternbild Löwe auf der Ekliptik. Sie ist schätzungsweise 306 Millionen Lichtjahre von der Milchstraße entfernt.
Das Objekt wurde am 18. April 1784 von dem deutsch-britischen Astronomen Wilhelm Herschel entdeckt.